# طعم فلامنکو
| بررسی انتقادی | بررسی انتقادی |
| منبع          | رتبه‌بندی      |
| ------------- | ------------- |
| آل‌میوزیک      | [ ۱ ]         |

طعم فلامنکو (انگلیسی: Savor Flamenco) سیزدهمین آلبوم استودیویی گروه موسیقی جیپسی کینگز است که در ۱۰ سپتامبر ۲۰۱۳ میلادی منتشر شد. این آلبوم برندهٔ جایزه گرمی برای بهترین آلبوم موسیقی ملل (۲۰۱۴) شد.

## فهرست آهنگ‌ها و ترانه‌ها
| شماره | نام                                | مدت  |
| ----- | ---------------------------------- | ---- |
| ۱.    | «آب‌نبات»                           | ۳:۳۲ |
| ۲.    | «بای بای (او به من می‌گوید که برو)» | ۳:۳۳ |
| ۳.    | «همچون آب»                         | ۳:۱۳ |
| ۴.    | «هنگام آفتاب»                      | ۳:۳۸ |
| ۵.    | «می‌روم»                            | ۳:۴۸ |
| ۶.    | «ملودی پریان»                      | ۳:۵۱ |
| ۷.    | «سامبا، سامبا»                     | ۳:۱۱ |
| ۸.    | «دل»                               | ۳:۲۹ |
| ۹.    | «طعم فلامنکو (تانگو فلامنکو)»      | ۳:۴۰ |
| ۱۰.   | «رویا»                             | ۳:۴۰ |
| ۱۱.   | «با تو حرف می‌زنم»                  | ۳:۱۳ |